# Elezioni comunali in Piemonte del 1989
Le elezioni comunali in Piemonte del 1989 si tennero il 15-16, il 22-23 e il 29-30 gennaio, il 28-29 maggio, il 16-17 luglio, e il 29-30 ottobre.

## Provincia di Novara

### Borgomanero
| Partito                                                          | Partito                                     | Voti   | %     | Seggi | Differenza (%) | /       |
| ---------------------------------------------------------------- | ------------------------------------------- | ------ | ----- | ----- | -------------- | ------- |
|                                                                  | Democrazia Cristiana                        | 3 263  | 24,53 | 8     | 8,77           | 3       |
|                                                                  | Partito Socialista Italiano                 | 2 255  | 16,95 | 6     | 5,45           | 3       |
|                                                                  | Unità e Democrazia Socialista               | 2 154  | 16,20 | 5     | -              | 5       |
|                                                                  | Partito Socialista Democratico Italiano     | 1 831  | 13,77 | 4     | 12,33          | 4       |
|                                                                  | Partito Comunista Italiano                  | 1 653  | 12,43 | 4     | 3,05           | 1       |
|                                                                  | Partito Repubblicano Italiano               | 585    | 4,40  | 1     | 0,40           | Stabile |
|                                                                  | Partito Liberale Italiano                   | 469    | 3,53  | 1     | 0,18           | Stabile |
|                                                                  | Piemont Autonomista                         | 413    | 3,11  | 1     | -              | 1       |
|                                                                  | Lista Verde                                 | 372    | 2,80  | 0     | -              | -       |
|                                                                  | Movimento Sociale Italiano-Destra Nazionale | 305    | 2,29  | 0     | 2,06           | 1       |
| Totale                                                           | Totale                                      | 13 300 | 100   | 30    |                |         |
| Votanti                                                          | Votanti                                     | 14 034 | 88,92 |       |                |         |
| Elettori                                                         | Elettori                                    | 15 782 | 100   |       |                |         |
| Fonte: Archivio storico delle elezioni - Ministero dell'Interno. |                                             |        |       |       |                |         |